# مانويل بوناك اسيفيدو
مانويل بوناك اسيفيدو (بالإسبانية: Manuel Bonaque)‏ (9 مايو 1989 بولبة في إسبانيا - ) هو لاعب كرة قدم إسباني في مركز الدفاع. لعب مع ريكرياتيفو وCD San Roque de Lepe ‏ ونادي ألميريا ب وريال أفيليس ‏ ونادي تاركسيين راينباوز.

## وصلات خارجية
- مانويل بوناك اسيفيدو على موقع قاعدة بيانات كرة القدم.إي يو (الإنجليزية)
- مانويل بوناك اسيفيدو على موقع Soccerway.com (الإنجليزية)